# Orrodoretus torolabris
Orrodoretus torolabris är en skalbaggsart som beskrevs av Ohaus 1912. Orrodoretus torolabris ingår i släktet Orrodoretus och familjen Rutelidae. Inga underarter finns listade i Catalogue of Life.